# Saarwellingen
Saarwellingen là một đô thị thuộc huyện Saarlouis bang Saarland, Đức. Đô thị Saarwellingen có diện tích 41,65 km². Dân số cuối năm 2006 là 13.717 người.